# Castelo Auchindoun

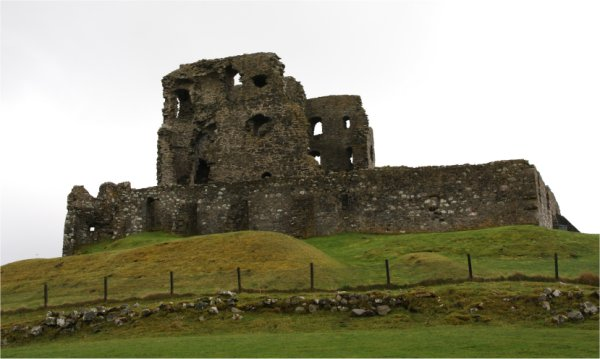
Castelo Auchindoun, Escócia

O Castelo Auchindoun (em inglês:  Auchindoun Castle) é um castelo do século XV atualmente em ruínas localizado em Mortlach, Moray, Escócia.

## História
A construção é atribuída a James Cochrane, Earl de Mar, ou Thomas Cochran, o favorito do Rei Jaime III.
Foi efetuada uma escavação em 1984 para consolidação de pedra. A descoberta mais significativa foi uma pequena seção em abóbada de berço, de 2 metros de comprimento por 1.7 de largura por 1.7 de profundidade, cortada na pedra debaixo do chão da cave principal.